# Cristóbal de Mondragón

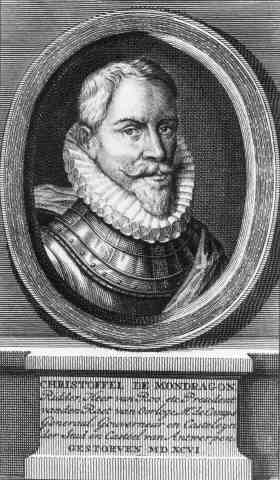

Cristóbal de Mondragón y Otálora de Mercado (Medina del Campo, 1504/1514 – Amberes, 4 de enero de 1596) fue un militar español.
Destacada figura militar del siglo XVI. Coronel de los tercios de Flandes sirviendo a las órdenes del duque de Alba, de Luis de Requesens, Alejandro Farnesio y Pedro Ernesto de Mansfeld. Combatió durante las guerras de Flandes contra los ejércitos de Guillermo de Orange primero y de Mauricio de Nassau después.
Merced a su talento como estratega se deben importantes victorias conseguidas por los tercios españoles en Flandes y los Países Bajos en una época de decadencia del dominio español en esta región.
Mondragón potenció varias técnicas militares como el vadeo de ríos gracias a las mareas y el espionaje.

## Biografía

### Primeros años
Nació en Medina del Campo aunque su padre era natural de la villa de Mondragón en Guipúzcoa, de donde tomaron el apellido Mondragón y Otálora. Su madre pertenecía a la familia Mercado, uno de los linajes hidalgos más importantes y poderosos de Medina del Campo.

### Inicio de su carrera militar
Alistado en el ejército en 1532 durante el reinado de Carlos V, sirvió como soldado primero en Italia y después en Túnez, Provenza, Alemania y Flandes.
En abril de 1559, con la Paz de Cateau-Cambrésis, fue nombrado gobernador de Damvillers en el Ducado de Luxemburgo y coronel de valones de los tercios de España. Como coronel estuvo a las órdenes de Sancho Dávila cuando se produjeron las primeras revueltas de los protestantes en Flandes liderados por el príncipe Guillermo de Orange. Hacia 1569 defendió las ciudades de Lieja (Principado de Lieja) y Deventer contra los mendigos del mar.

### Participación en la guerra de los 80 años
Al estallar la guerra de los Ochenta Años con motivo de la segunda rebelión de los protestantes de Holanda, en la primavera de 1570 el duque de Alba le encargó la defensa de Amberes y de las ciudades de Middelburg y Goes en Zelanda. Estas ciudades habían quedado completamente rodeadas por los protestantes después del levantamiento, por lo que su defensa suponía un importante reto. Por su papel en esta defensa fue reconocido por el duque de Alba ante Felipe II.

Los Países Bajos Españoles a finales de 1572.

Episodio destacado fue el socorro de Goes (en Zelanda). En agosto de 1572 esta ciudad había sido sitiada por el ejército protestante y por los mendigos del mar que, dirigidos por Guillermo de Orange, habían cerrado las dos bocas del Escalda. Cristóbal de Mondragón y Sancho Dávila tuvieron la idea y el valor de vadear el imponente río en la noche del 20 de octubre de 1572 aprovechando la bajamar pero en medio de fuertes corrientes. Mondragón fue a la cabeza de los 3000 infantes que vadearon los 15 kilómetros de mar con el agua por encima del pecho. Al amanecer tomaban tierra en la isla de Zuid-Beveland, cogiendo por sorpresa a los 7000 holandeses que sitiaban Goes, que huyeron en masa.
En mayo de 1573 el coronel Mondragón recuperó con 300 hombres la cabeza del canal de la isla de Tholen, que estaba defendido por 1200 soldados orangistas, que nuevamente fueron cogidos por sorpresa. Mondragón quedó al mando de la estratégica plaza de Middelburg, sitiada por los holandeses. En enero de 1574 la flota española que intentaba llevar provisiones a Middelburg fue derrotada por los holandeses y no pudo cumplir su misión. Nueve días después Mondragón se vio obligado a capitular, rindiendo Middelburg a cambio de regresar con su guarnición y con el clero católico a provincias leales a la Corona.

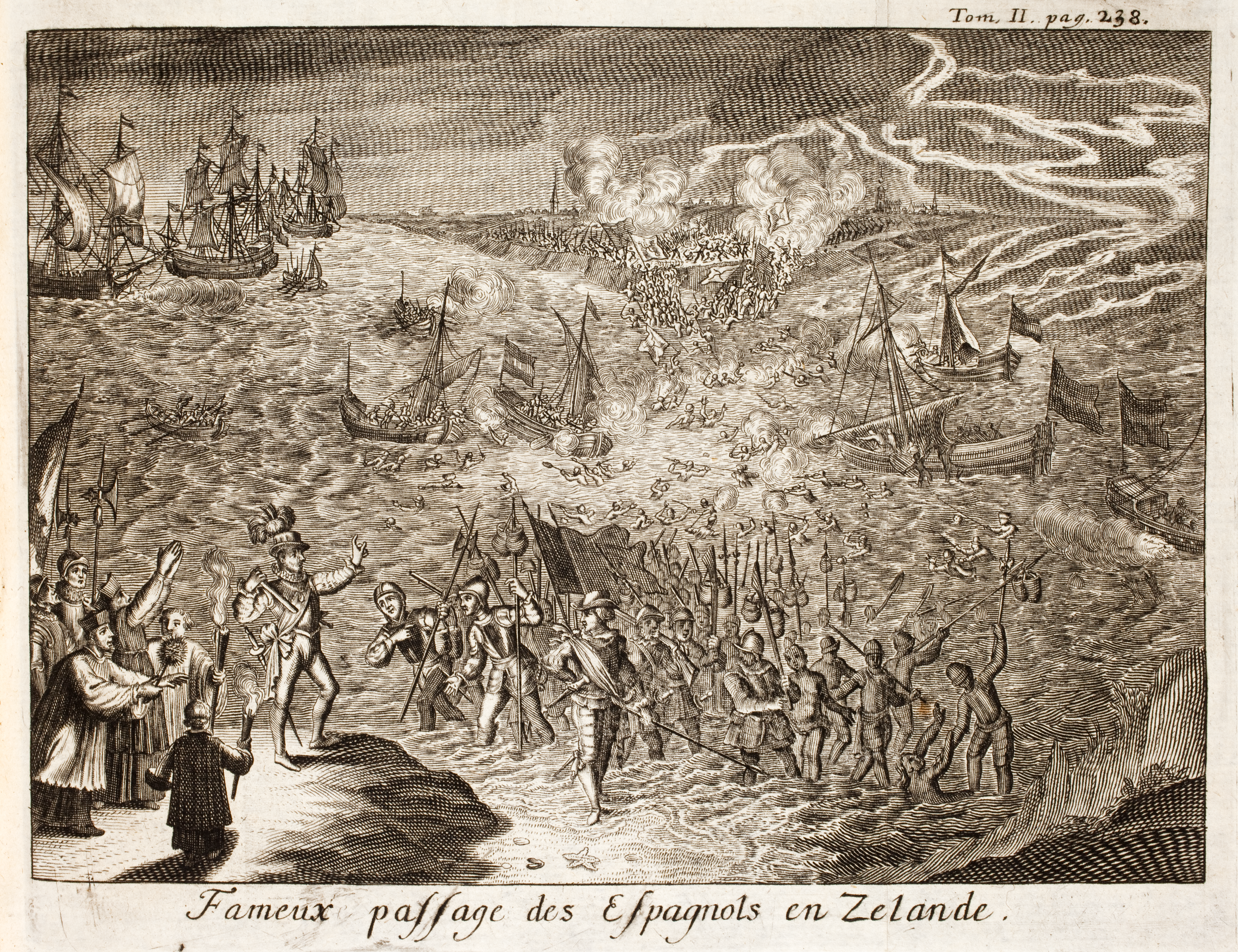
Ejército español dirigido por Mondragón cruzando a nado a la isla de Schouwen en la noche del 28/29 de septiembre de 1575.

A primeros de 1575 sofocó un levantamiento en Amberes, siendo nombrado Gobernador de Gante. Ese mismo año Mondragón recuperó la isla de Schouwen gracias a la repetición de la táctica del vadeo, la cual llegó a hacerse muy famosa en las guerras de Flandes. En 1576, después de 9 meses de sitio, hizo caer la ciudad Zierikzee, un asedio que tuvo gran complejidad, pues los protestantes dominaban toda la zona. Con esta importante conquista la Zelanda central quedaba en manos españolas.
En 1578 tomó Limburgo y el castillo de Dalhem. En junio de 1579 Maastricht fue ocupada por las tropas de Alejandro Farnesio después de 4 meses de asedio, victoria en la que Mondragón tuvo un destacado papel y que permitió a España recuperar el sur de los Países Bajos. Mondragón viajó a España para dar cuenta a Felipe II de la situación general en Flandes.
En el período 1580-1581 fue miembro del consejo de Alejandro Farnesio, a la cabeza del cual estaba el Conde Pedro Ernesto de Mansfeld.

### Maestre de campo del Tercio Viejo
En 1582 fue nombrado maestre de campo del Tercio Viejo (que era el antiguo Tercio de Sicilia) conocido después como Tercio de Mondragón, aunque entre las tropas se le seguiría conociendo como "el coronel". Participó en la batalla que se dio junto a Gante (ciudad recuperada por los españoles el 17 de septiembre de 1584) contra el ejército del duque de Alençón así como en el sitio de Ninove, tomando el castillo de Linquerque.
Pero la mayor de las operaciones militares de esta época fue el sitio de Amberes. El 17 de agosto de 1585. Merced a estas victorias, España volvía a dominar todo Flandes y Valonia.

### Últimos años. Capitán general del ejército de Flandes.

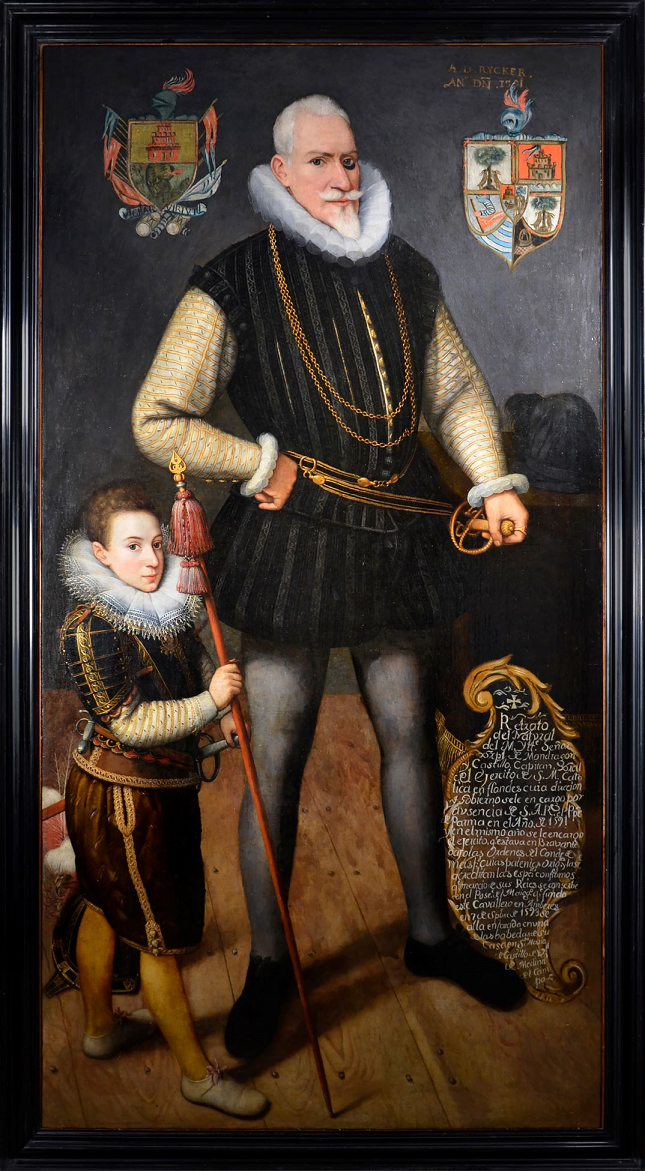
Retrato de Cristóbal de Mondragón, por Abraham de Rycke (1591)

En 1592, ya anciano, el coronel retoma la lucha en Flandes, pero con un ejército muy escaso ya que el grueso estaba destinado en Francia. A la muerte de Farnesio ese mismo año le sucede el Conde Pedro Ernesto de Mansfeld como gobernador de los Países Bajos, pero tiene que partir inmediatamente a Francia y nombra a Mondragón capitán general del ejército del Brabante y maestre de campo general de todo el ejército de Flandes, perdiéndose el 2 de septiembre Coevorden.
En septiembre de 1595, tras levantar el asedio neerlandés de Groenlo el 24 de julio, el escaso ejército de Mondragón se enfrenta en la batalla de Lippe a las mucho más numerosas tropas de Mauricio de Nassau a las orillas del río Lippe. Después de varios meses atrincherados, Mauricio trató de tender una emboscada al ejército de Mondragón, siendo él finalmente el sorprendido por el tercio del coronel (gracias a las labores de espionaje) perdiendo la vida el Conde Felipe de Nassau (primo de Mauricio) y siendo hecho prisionero el Conde Ernesto de Nassau. Esta derrota obligó a Mauricio a retirarse hacia Holanda.
En diciembre de 1595 Mondragón se retiró al castillo de Amberes, donde falleció el 30 de diciembre de 1595 después de 64 años de servicio en los tercios. Tiempo después los descendientes de Don Cristóbal abandonaron los Países Bajos y se establecieron en Medina del Campo y aquí reposan sus restos. 
Cristóbal de Mondragón estuvo primeramente casado con Catalina de Hens y en 1572 se casó con su segunda mujer, Guillemette de Chastelet.

## Nombramientos y títulos
Nombramientos: Gobernador de Gante (“Castellano de Gante”), gobernador de Amberes (“Castellano de Amberes”), gobernador de Damvillers, Capitán general de Zelanda, Coronel de Valones, Maestre de Campo del Tercio Viejo, Maestre de campo general del ejército de Flandes, Capitán General del ejército del Brabante.
Títulos: Señor de Emerchicourt, Señor de Luz, Señor de Guzanville.